# Ashmolean Museum
Het Ashmolean Museum is een kunst- en archeologiemuseum van de Universiteit van Oxford gelegen aan Beaumont Street in Oxford (Engeland). Het is het eerste universiteitsmuseum ter wereld en het oudste museum van het Verenigd Koninkrijk, gebouwd in 1678–1683.

## Opzet
Het museum werd gebouwd om de collecties onder te brengen die door Elias Ashmole aan de Universiteit van Oxford waren geschonken.

## Collectie
Enkele hoogtepunten zijn:
- Het Alfred-juweel
- Tekeningen van Michelangelo, Rafaël en Leonardo da Vinci
- Schilderijen van William Turner
- Schilderijen van Paolo Uccello, Piero di Cosimo, John Constable, Claude Lorrain en Pablo Picasso
- Het arabisch ceremonieel gewaad van Lawrence of Arabia
- het dodenmasker van Oliver Cromwell
- Een collectie Posie-ringen
- Het Marmor Parium
- Het ceremonieel gewaad van Chief Powhatan
- De Messiah-Salabue Stradivarius, een viool gemaakt door Antonio Stradivari
- De Minoïsche collectie van Arthur Evans
- De Knotskop van Schorpioen
- Een pagina uit het Antifonarium van Beaupré, vervaardigd voor de abdij van Beaupré te Grimminge bij Geraardsbergen.

Het Ashmolean bewaart ook het grootste deel van de Oxyrhynchus papyri. Thans zijn deze te vinden in de Art, Archaeology and Ancient World Library (voorheen de bibliotheek van het Ashmolean).

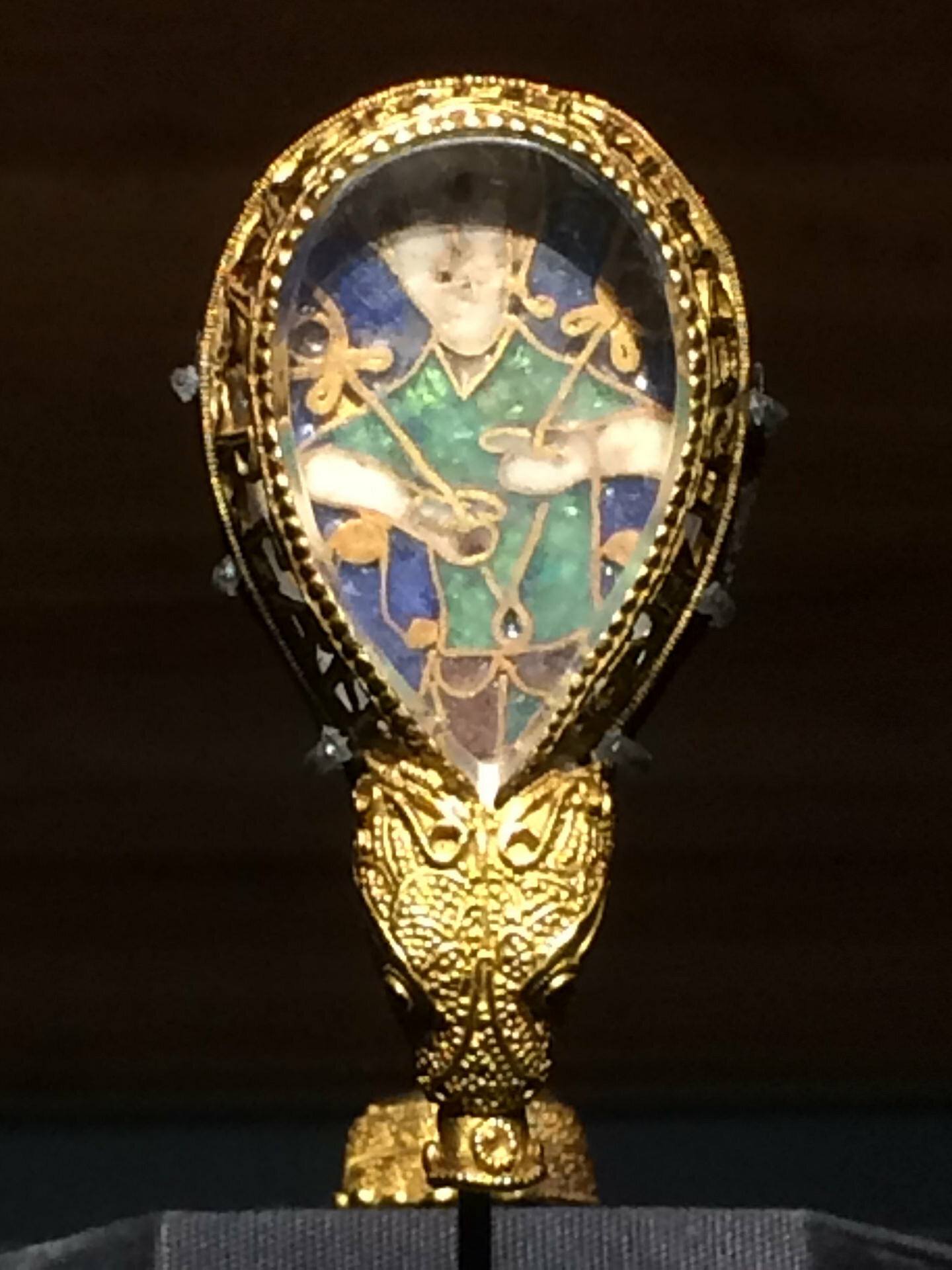
Het Alfred-juweel, Angelsaksisch juweel uit de 9de eeuw
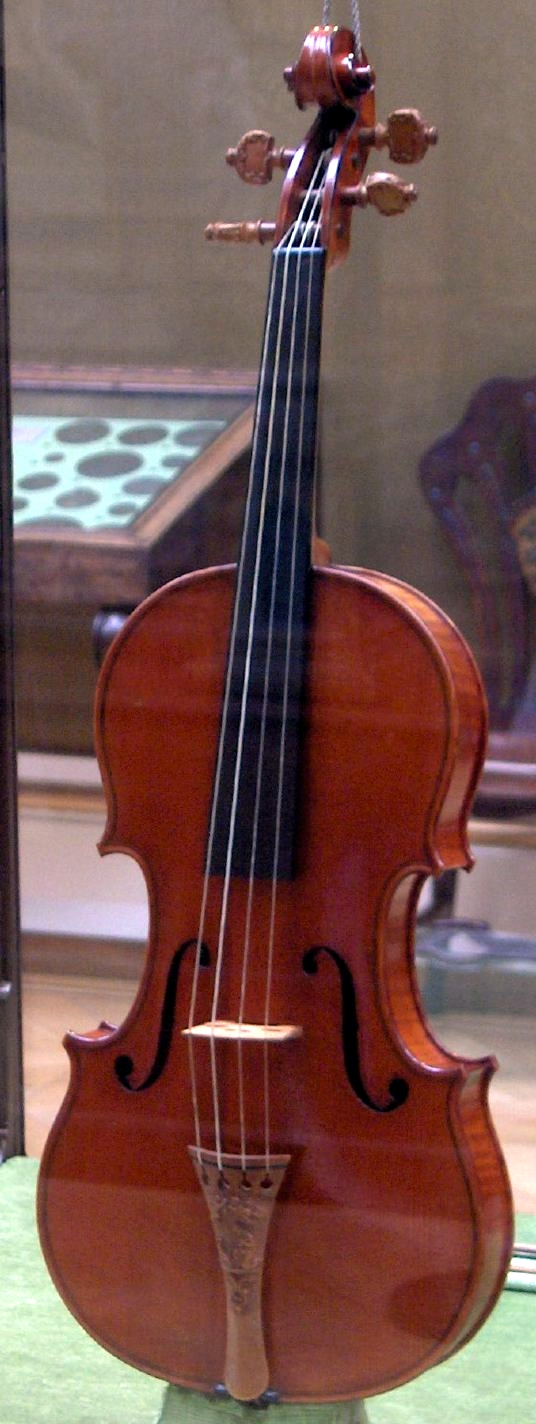
The Messiah